# Huelga de Cripple Creek
La huelga de los mineros de Cripple Creek de 1894 fue una huelga de cinco meses de la Federación Occidental de Mineros (WFM) en  Cripple Creek, Colorado, Estados Unidos. El resultado fue una victoria para el sindicato y fue seguido en 1903 por las Guerras Laborales de Colorado. Es notable por ser la única vez en la historia de los Estados Unidos en que se convocó a una milicia estatal  entre mayo y junio de 1894 en apoyo de los trabajadores en huelga.
La huelga se caracterizó por tiroteos y uso de dinamita, y terminó después de un enfrentamiento entre la milicia del estado de Colorado y una fuerza privada que trabajaba para los propietarios de las minas. En los años posteriores a la huelga, la popularidad y el poder de «WFM» aumentaron significativamente en toda la región.

## Causas de la huelga
A fines del siglo XIX, Cripple Creek era la ciudad más grande en el distrito de extracción de oro que incluía las ciudades de Altman, Anaconda, Arequa, Goldfield, Elkton, Independence y Victor, a unas 20 millas de Colorado Springs en el lado suroeste de Pikes Peak. El oro de superficie se descubrió en el área en 1891, y en tres años operaban allí más de 150 minas.
El pánico de 1893 provocó la caída del precio de la plata. Sin embargo, el precio del oro permaneció fijo, ya que Estados Unidos estaba integrado en el sistema del patrón oro. El efecto de la llegada masiva de los mineros de plata a las minas de oro causó una reducción de los salarios. Los dueños de las minas exigieron más horas por menos paga.
En enero de 1894, los propietarios de las minas de Cripple Creek, JJ Hagerman, David Moffat y Eben Smith, quienes en conjunto emplearon a un tercio de los mineros del área, anunciaron un alargamiento de la jornada laboral de ocho a diez horas, sin cambios en el salario diario que era de $ 3.00 por día. Cuando los trabajadores protestaron, los propietarios acordaron emplear a los mineros durante ocho horas al día, pero con un salario de solo $ 2.50.
No mucho antes de esta disputa, los mineros de Cripple Creek formaron la Free Coinage Union. Una vez que entraron en vigencia los nuevos cambios, se afiliaron a la Federación Occidental de Mineros y se convirtieron en «Local 19». El sindicato tenía su sede en Altman y tenía capítulos en Anaconda, Cripple Creek y Victor.
El 1 de febrero de 1894, los dueños de la mina comenzaron a implementar el día de 10 horas. El presidente del sindicato, John Calderwood, emitió un aviso una semana después, exigiendo que los dueños de las minas restituyeran el día de ocho horas con un salario de $ 3.00. Cuando los propietarios no respondieron, la unión naciente golpeó el 7 de febrero. Portland, Pikes Peak, Gold Dollar y algunas minas más pequeñas aceptaron la jornada de ocho horas y permanecieron abiertas, pero las minas más grandes resistieron.

## Eventos de la huelga
La huelga tuvo un efecto inmediato. A fines de febrero, todas las fundiciones de Colorado estaban cerradas o en funcionamiento a tiempo parcial. A principios de marzo, las minas Gold King y Granite cedieron y reanudaron el día de ocho horas.
Los dueños de las minas que aún mantuvieron la jornada de 10 horas pronto intentaron volver a abrir sus minas. El 14 de marzo, obtuvieron una orden judicial que ordenaba a los mineros no interferir con el funcionamiento de sus minas y contrataron a  esquiroles. La WFM inicialmente intentó persuadir a estos hombres para que se unieran al sindicato y se declararan en huelga, pero cuando no tuvieron éxito, el sindicato recurrió a las amenazas y la violencia. Estas tácticas lograron expulsar a los mineros no sindicados fuera del distrito.
El 16 de marzo, un grupo armado de mineros tendió una emboscada y capturó a seis oficiales del sheriff en ruta a la mina «Victor». Se desató una pelea en la que un diputado recibió un disparo y otro fue golpeado con una porra. Un juez de Altman, miembro de la WFM, acusó a los diputados de portar armas ocultas y perturbar la paz, y luego los liberó.

### La implicación de la milicia del estado
Después del asalto a sus oficiales, el Sheriff del  condado de El Paso MF Bowers contactó con el gobernador y solicitó la intervención de la milicia estatal, antecesora de la Guardia Nacional de Colorado. El gobernador Davis H. Waite, un populista de 67 años , envió 300 soldados a la zona el 18 de marzo bajo el mando del Ayudante General T.J. Tarsney. Tarsney encontró la zona tensa pero tranquila. El presidente del sindicato, Calderwood, le aseguró que los miembros del sindicato cooperarían con sus operaciones, incluso rindiéndose para el arresto si así lo solicitaban. Convencido de que Bowers había exagerado la magnitud del caos en la región, Tarsney recomendó la retirada de las tropas; Waite estuvo de acuerdo. La milicia estatal abandonó Cripple Creek el 20 de marzo.
En respuesta a la retirada de la milicia estatal, los dueños de las minas las mismas. Bowers arrestó a Calderwood, a otros 18 mineros, y al alcalde y mariscal de la ciudad de Altman, que había apoyado a los mineros. Fueron llevados a Colorado Springs y rápidamente juzgados por varios cargos diferentes, pero no fueron declarados culpables. Mientras tanto, los arrebatos de violencia, como el lanzamiento de piedras y las peleas entre mineros y huelguistas sindicales aumentaron en frecuencia. Se abrieron almacenes y bodegas, y se robaron armas y municiones.
A principios de mayo, los propietarios de las minas se reunieron con representantes de la WFM en Colorado Springs para intentar poner fin a la huelga. Los propietarios ofrecieron regresar a la jornada de ocho horas, pero con un salario diario de solo $ 2.75. El sindicato rechazó la oferta y las conversaciones se rompieron.

### El sheriff del condado sustituye a un ejército
Poco después de finalizar las negociaciones con el sindicato, los propietarios de las minas se reunieron en secreto con el sheriff Bowers en Colorado Springs. Le dijeron a Bowers que tenían la intención de traer a cientos de trabajadores no sindicados y le preguntaron si podía proteger a una fuerza tan grande de hombres. Bowers dijo que no podía, porque el condado carecía de los recursos financieros para pagar y armar a más de unos pocos ayudantes. Los dueños de la mina ofrecieron subsidiar una fuerza inicial de aproximadamente cien hombres. Bowers aceptó e inmediatamente comenzó a reclutar a expolicías y ex bomberos de Denver.
Las noticias de la reunión de los propietarios de la mina con Bowers pronto se filtraron y los mineros se organizaron y se armaron en respuesta. Calderwood se estaba yendo de gira por los locales de WFM en Colorado para recaudar fondos para la huelga de Cripple Creek, y así nombró a Junius J. Johnson , un exoficial del Ejército de los EE. UU. para que asumiera las operaciones de huelga. Johnson estableció inmediatamente un campamento en Bull Hill, que dominaba la ciudad de Altman. Ordenó que se construyeran fortificaciones, que hubiera un comisario de abastecimientos y que los mineros perforaran.

### Dinamitan la mina Strong
El 24 de mayo, los huelguistas tomaron la mina Strong en Battle Mountain, que dominaba la ciudad de Victor. Al día siguiente, alrededor de las 9 a. m., 125 ayudantes del sheriff llegaron a Altman y establecieron el campamento en la base de Bull Hill. Cuando empezaron a marchar hacia el campamento de los huelguistas, los mineros de la mina Strong volaron el foso lanzando la estructura a más de 300 metros en el aire. Unos momentos después, la caldera de vapor también fue dinamitada, rociaron a los oficiales con madera, hierro y cable. Los ayudantes huyeron a la estación de tren y abandonaron la ciudad.
Se organizó una celebración entre los mineros, quienes irrumpieron en almacenes de licores y salones. Esa noche, algunos de los mineros cargaron un vagón con dinamita e intentaron moverlo hacia el campamento de los oficiales, volcó antes de su objetivo y mató a una vaca. Otros mineros querían volar todas las minas de la región, pero Johnson los desanimó rápidamente. Frustrados, varios mineros borrachos robaron un tren de trabajo y lanzaron vapor a Victor. Alcanzaron al grupo de oficiales que huían y se desató un tiroteo. Un ayudante del sheriff y un minero murieron, un hombre de cada lado resultó herido y seis huelguistas fueron capturados por los ayudantes. Posteriormente, los mineros capturaron a tres oficiales de la mina Strong que habían estado presentes cuando se hizo explotar el edificio. Un intercambio formal de prisioneros liberó a todos los prisioneros de ambos lados.
Calderwood regresó durante la noche y recuperó la calma. Pidió que se cerraran los salones y encarceló a varios mineros que habían instigado arrebatos de violencia.
El 26 de mayo, los dueños de las minas se reunieron nuevamente con el sheriff Bowers en la ciudad de Colorado. Los propietarios acordaron proporcionar más fondos para permitir que el alguacil alistara a 1200 ayudantes adicionales. Bowers reclutó rápidamente hombres de todo el estado y estableció un campamento para ellos en la ciudad de Divide, a unos 19 kilómetros de Cripple Creek.

### Intervención de Waite
Al advertir el tamaño de la fuerza que Bowers estaba reclutando, el gobernador Davis Hanson Waite medió nuevamente en el ataque. Emitió una proclamación el 27 de mayo en la que pidió a los mineros que disolvieran su campamento en Bull Hill. En un desarrollo sin igual en la historia laboral estadounidense, también declaró ilegal la fuerza de 1200 ayudantes y ordenó la disolución del grupo. También ordenó a la milicia estatal estar en alerta por un posible movimiento en Cripple Creek. El 28 de mayo, el gobernador visitó a los mineros, quienes autorizaron a Waite a negociar en su nombre.
Una reunión inicial el 30 de mayo casi terminó en un desastre. Waite y varios líderes cívicos locales llamaron al presidente del sindicato Calderwood y a los dueños de las minas Hagerman y Moffat a una conferencia en una sala de reuniones en el campus de Colorado College en Colorado Springs. Las conversaciones estaban en marcha y avanzaban bien cuando una multitud de ciudadanos locales intentaron asaltar el edificio. Culparon a Calderwood y Waite por la violencia en Cripple Creek por lo que intentaron linchar a ambos hombres. Cuando un juez local distrajo a la muchedumbre, Calderwood y Waite escaparon por una puerta trasera y subieron al tren que esperaba al gobernador.
Las negociaciones se reanudaron en Denver el 2 de junio y las partes llegaron a un acuerdo el 4 de junio. El acuerdo preveía la reanudación del trabajo con un salario de $ 3.00 por día y jornada de ocho horas. Los propietarios de la mina acordaron no tomar represalias ni enjuiciar a ningún minero que haya participado en la huelga, y los mineros acordaron no discriminar ni acosar a ningún trabajador no sindicado que permaneció empleado en las minas.

### Retorno de la milicia estatal
Con 1300 diputados en Cripple Creek, el Sheriff Bowers no pudo controlar el ejército que había creado. El 5 de junio, los oficiales se mudaron a Altman, tal vez como un preludio a la tormenta en Bull Hill. Los ayudantes cortaron el telégrafo, los cables telefónicos que conectaban la ciudad con el exterior y encarcelaron a varios reporteros. Preocupada de que la fuerza paramilitar pudiera salirse de control, Waite envió nuevamente a la milicia estatal, esta vez bajo el mando del General E.J. Brooks.
Cuando las tropas del estado de Colorado llegaron a Cripple Creek a primera hora de la mañana del 6 de junio, ya había estallado más violencia. Los oficiales intercambiaban disparos con los mineros en Bull Hill. El general Brooks movió rápidamente sus tropas desde la estación de tren hasta los pies de Bull Hill. Cuando el alguacil Bowers y el general Brooks comenzaron a discutir qué medidas tomarían a continuación, los oficiales aprovecharon la calma y trataron de acusar a los mineros. Los mineros hicieron sonar el silbato en la mina Victor, alertando al general Brooks. Los soldados de la milicia del estado rápidamente interceptaron a los ayudantes del sheriff y detuvieron su avance. Brooks ordenó a sus hombres que ocuparan la cima de Bull Hill, y los mineros no ofrecieron resistencia.
Los ayudantes dirigieron su atención a Cripple Creek. Arrestaron y encarcelaron a cientos de ciudadanos sin causa. Muchos habitantes de la ciudad fueron secuestrados en la calle o sacados de sus casas, luego apaleados, pateados o golpeados. Los ayudantes  formaron una especie de embudo y obligaron a la gente de la ciudad a pasar a través de él, escupiéndolos, abofeteandolos y pateandolos. Con Bull Hill en su poder, el general Brooks comenzó a detener a los ayudantes. Al caer la noche, Brooks había tomado la ciudad y acorralado a todos los hombres de Bowers.
Waite amenazó con declarar la ley marcial, pero los dueños de la mina se negaron a disolver su fuerza de ayudantes del sheriff. El general Brooks amenazó con mantener a sus tropas en la región por otros 30 días. Ante la posibilidad de pagar una fuerza paramilitar que solo podía quedarse en sus manos, los propietarios acordaron disolverla. Los oficiales, que el general Brooks había enviado por ferrocarril a Colorado Springs, comenzaron a dispersarse el 11 de junio. El acuerdo de Waite entró en vigencia el mismo día y los mineros volvieron a trabajar.
El presidente de la Unión, Calderwood y otros 300 mineros fueron arrestados y acusados de una variedad de delitos. Solo cuatro mineros fueron condenados por cualquier cargo, y fueron rápidamente perdonados por el simpático gobernador populista.

## Impacto de la huelga
La huelga de Cripple Creek fue una gran victoria para el sindicato de mineros. La Federación Occidental de Mineros aprovechó el éxito de la huelga para organizar a casi todos los trabajadores en la región de Cripple Creek, incluidos camareras, trabajadores de la lavandería, camareros y vendedores de periódicos, en 54 sindicatos locales. El WFM floreció en el área de Cripple Creek durante casi una década, incluso ayudando a elegir a la mayoría de los funcionarios del condado, incluido el nuevo sheriff.
La huelga de Cripple Creek también transformó enormemente a la Federación Occidental de Mineros como entidad política. El sindicato de un año de antigüedad, débil y sin un centavo antes de la huelga, fue ampliamente admirado entre los mineros de todo el Oeste. Miles de trabajadores se unieron al sindicato en los próximos años. Los políticos y los funcionarios laborales de todo el país se convirtieron en aliados estables del sindicato, y la WFM se convirtió en una fuerza política en gran parte de Rocky Mountain West.
Pero el éxito de WFM en Cripple Creek también creó una reacción negativa significativa. La WFM estuvo por siempre como una organización peligrosa y violenta para los empleadores. Nunca más habría tenido el WFM en una huelga local el nivel de apoyo público que disfrutó en Cripple Creek en 1894. De hecho, cuando el sindicato golpeó las minas de Cripple Creek nuevamente en 1898, su apoyo público terminó después de que estalló la violencia. Durante otra huelga en 1903–1904, cuya importancia violenta le valió el nombre de Colorado Labor Wars, el sindicato se enfrentó al poder de los empleadores y del estado en conjunto.
El éxito del sindicato también alteró el curso de la política de Colorado. Los ciudadanos de Colorado culparon a Waite por proteger al sindicato de mineros y alentar la violencia y la anarquía. La reacción violenta llevó a la derrota de Waite en las urnas en noviembre de 1894 y la elección del republicano Albert McIntire. El movimiento populista en Colorado nunca se recuperó.
La huelga de Cripple Creek en 1894 también endureció las actitudes de los propietarios de minas. Bajo el mando del gobernador McIntire, el gobierno de Colorado formó una alianza política con los propietarios de las minas. Los propietarios de las minas se volvieron cada vez más a la Thiel Detective Service Company y la Agencia Nacional de Detectives Pinkerton como espías, aumentaron el uso de esquiroles e implementaron el bloqueo y la  listas negras como un medio para controlar a los miembros de los sindicatos.
Después de un ataque nocturno con rifle y dinamita de los mineros en huelga en dos minas durante la huelga de los mineros de Leadville en 1896, que lograron incendiar las obras de superficie de una de las minas, incluso el alguacil del condado pro-sindicato solicitó al gobernador McIntire que enviara la milicia estatal, y la WFM perdió la huelga y su influencia en Leadville. El fracaso de la huelga de Leadville en 1896 hizo que la WFM rompiera su relación con la Federación Americana del Trabajo y se moviera políticamente hacia la izquierda. Después de las Guerras Laborales de Colorado, el WFM fue el principal instrumento en el lanzamiento de Industrial Workers of the World(IWW) en 1905, pero se retiró de la IWW unos años más tarde. Aunque el apogeo de la IWW fue efímero, la unión fue simbólicamente importante y los ideales encarnados por ella continúan influyendo profundamente en el movimiento obrero estadounidense hasta el día de hoy.